# 東アレッポ攻勢 (2024年-)
東アレッポ攻勢とは、2024年12月、アメリカが支援するシリア民主軍（SDF）が、トルコが支援するシリア国民軍（SNA）に対し、マンビジ攻勢 (2024年)で失った領土の支配権を回復し、デイル・ハフィールからティシュリン・ダム地区へ前進するために開始した作戦である。 この戦闘は、トルコ（とその地元の同盟国）とロジャヴァ（AANES）との間のトルコ・クルド紛争の一部であり、アサド政権崩壊の余波の中で起こっている。

## 背景
12月11日にSNAがマンビジ市を占領した後、米国の仲介によりSNAとSDFの間で一時停戦合意が成立した。 しかし、軍事活動は停止せず、最終的にはコバニ地方でコバニ衝突 (2024年)が発生した。さらに、SNAはマンビジュからのSDF戦闘員や市民の避難を拒否し、捕虜となったSDF兵士を処刑し、SDFに対する攻撃作戦を試み、ティシュリン・ダム付近で戦闘が発生した。 翌週、SNAはアメリカが仲介したSDFとの停戦を終了したと発表した。 トルコは停戦は存在しないと述べた。
この攻勢は、シリア内戦における反体制派数派が、事実上の指導者であるアブー・ムハンマド・アル＝ジャウラーニーとの間で、自分たちのグループを解散し、同国の新しいシリア防衛省の傘下に入ることに合意したのと同時期に行われた。SDFはダマスカスで行われたこの会議には参加していない。

## 攻撃
SDFのマンビジ軍事評議会(MMC)は2024年12月23日、ティシュリン・ダム付近でシリア国軍に対する攻撃を開始した。 その後SDFはマンビジの南東にあるいくつかの村を制圧した。
翌日、SDFは2つの異なる方向から攻撃を開始した。デイル・ハフィル戦線では、SDFはジラ空軍基地からユーフラテス西岸に沿って前進し、アル・カフサの町の南5キロにあるバビリ揚水ポンプ場を制圧し、ティシュリン・ダムからアブ・カルカル地区へ前進した。さらに北では、カラ・カウザック橋周辺でも戦闘が始まった。 クルド女性防衛部隊（YPJ）のスポークスマンは、マンビジ市の中心部から11キロメートル（7マイル）以上離れた場所に戦闘員がいると述べ、その後シリア人権監視団にも確認された。 YPJおよびMMCとの衝突の際、ティシュリン・ダム地域で少なくとも12人のSNA戦闘員が殺害された。 12月26日、SDFのフェルハド・シャミ報道官はティシュリン・ダムで声明を発表し、SDFがこの地域を支配していることを確認した。 翌朝、戦闘はナジャム城周辺に達した。
12月27日から31日にかけて、主にアブ・カルカル方面で衝突が続き、双方が何度か侵入を試みた。この衝突の間に、2人のSDF戦闘員が死亡した（クルド女性防衛部隊の指揮官を含む）。  一方、SDFは、トルコ軍がマンビジュ地方に2つの軍事基地を設置していると主張した。 ペンタゴンのサブリナ・シン副報道官は記者ブリーフィングで、米国が仲介したマンビジュ市周辺の停戦は、同時多発的な戦闘にもかかわらず「まだ維持されている」と述べた。
2025年1月初旬、トルコ軍によるダイル・ハフィールの砂糖工場を標的にしたドローン攻撃を含め、双方はドローン攻撃でお互いを攻撃した。 SNAはトルコ軍の大砲の支援を受け、ティシュリン・ダム南方のキルベト・ザマラへの攻撃を開始した。SDF側は、コバニ南部の田舎でトルコ軍のバイラクタル TB2ドローンを墜落させることに成功した。  SDFとSNA軍の衝突は、ティシュリン・ダム西側と、さらに北のカラ・カウザック橋付近で継続した。この衝突で少なくとも50人のSNAと12人のSDF戦闘員が死亡した。 ダイル・ハフィールでも戦闘が発生した。戦争研究所（ISW）は、SDFを強化するため、これら2つの進撃路と部隊を連携させようとしている可能性があると評価した。 地元メディアは当時、米国がコバニ市近郊に基地を建設していると報じた。 しかし、ペンタゴンはこの報道を否定している。 1月4日、サド・テシュリンとジスル・カルコザック周辺で衝突が続き、SNA20人とSDF11人が死亡した。 デイル・ハフィル方面では、SNAがマスカナの南でいくつかの村を占領し、SDFの最南端の進軍の裏をかくことに成功したと報じられた。
一方、ダマスカスでは、シリア暫定政府とSDFとの最初の協議が行われた。 SNAは1月8日、ティシュリン方面への増援を開始し、さらに「平和の春」方面からのSDFに対する攻撃の可能性を示唆するように、SNAとSDFの他の前線に再配置した。トルコのハカン・フィダン外相は、クルド人民防衛隊がシリアを放棄しなければ、シリア北部のクルド人勢力に対して軍事作戦を開始すると脅した。 
1月9日から18日にかけて、SNAはティシュリン・ダムにあるSDFの橋頭堡を圧迫し続け、その北西にある2つの丘を奪還した。 稜線の南側では、アツハナとキルベット・ザマラの村で戦闘が行われた。 衝突の中で70人以上のSNAと14人のSDF戦闘員が死亡したと伝えられている。  さらに、ティシュリン軸でもカラ・カウザク橋周辺でも戦闘が続いた。 スレイマン・シャー旅団は1月22日、ティシュリン近郊のSDF陣地に向けて大砲を発射しているのが目撃されている。
1月23日から25日にかけて、アブ・カルカル、Tel Arish、クアラル・ナジュムの各村周辺での戦闘と、Al-HoshariyahとTal KhudiのSNA基地へのロケット弾攻撃により、SNA民兵12人が死亡、その他多数が負傷した。SDFはティシュリン・ダム付近でSNA所属の無人偵察機を撃墜し、SDFの無人偵察機は前線に沿ってレーダーシステムと軍用車両を破壊した。衝突の中、YPJの司令官がティシュリン・ダム付近での戦闘で負傷した。

## 反応

### シャーム解放機構
2025年1月、シャーム解放機構主導のシリア暫定政府とシリア民主軍との協議がダマスカスで始まった。交渉の焦点は、クルド人勢力を新政権に定着させ、SNAとの対立を解決することだった。SDFのマズルーム・アブディ司令官は、中心的な要求のひとつは分権化された政権であると述べ、その中でSDFを新国防省に統合することを提案したが、グループを解散させることなく「軍事ブロック」として統合することを提案した。この提案は、シリアの新国防相(シリア)ムルハフ・アブ・カスラによって拒否された。 アブ・カスラは、3月1日までに統合プロセスを完了させたいと表明した。 同時に、交渉が決裂した場合の武力行使も排除しなかった。

### トルコ-アメリカ
これと並行して、NATOの同盟国であるトルコとアメリカの当局者間でも協議が行われている。トルコはHTSと関係があり、バアス党政権 (シリア)との戦いでHTSを支援してきた。一方、SDFはISILとの戦いである生来の決意作戦において米国の緊密な同盟国であった。双方の最大の懸念は、合意に至らなければ13年に及ぶ内戦が長期化することだ。ガイル・ペデルセン国連特使は、紛争当事者が「完全な軍事衝突に終わらないよう」外交的解決に時間をかけることを望むと述べた。また、アンカラとワシントンはこの努力を支援する上で重要な役割を担っていると述べた。 
新たにアメリカ合衆国国務長官に任命されたマルコ・ルビオは、米国議会公聴会でシリアのクルド人勢力に対する米国の支援を再確認した。就任直後、ルビオはトルコのハカン・フィダン外相(トルコ)と初めて会談し、「シリアにおける包括的移行の必要性を強調」した。 

## 民間人の犠牲と戦争犯罪

### ティシュリン・ダム抗議
1月8日、ハサカ市の住民がティシュリン・ダムに向かい、SDFを支持し、トルコの攻撃に反対する座り込み抗議行動に参加した。 民間人の車列はSNAの支配地域から飛来したドローンに攻撃され、数人が死亡した。
1月16日には、ティシュリン近郊の民間人車列に対する2度目の砲撃があり、複数の負傷者が出た。 これらの攻撃は、シリア北東部のロジャヴァ支配地域全体で、民間人の犠牲を非難する広範な抗議を引き起こした。 SDFによると、抗議参加者の死者は20人に上ったという。
1月18日にも空爆があり、有名なクルド人コメディアンのバベ・テヤールが死亡した。
1週間後の1月26日、トルコの無人偵察機は市民集会への嫌がらせを続け、2人の市民が死亡、10人が負傷した。

### その他の地域
1月28日、トルコ軍の空爆がサリン (シリア)の町の公共市場を襲い、8人が死亡、女性や子どもを含む20人が負傷した。